# Abajas
Abajas ist ein Ort und eine nordspanische Landgemeinde (municipio) mit nur noch 28 Einwohnern (Stand: 2024) in der Provinz Burgos in der Autonomen Gemeinschaft Kastilien-León.

## Lage und Klima
Der Ort Abajas liegt in etwa 840 m Höhe am bereits in der Steinzeit genutzten „Korridor von La Bureba“, einer Verbindung zwischen oberem Ebro-Tal und den Landschaften am Duero. Die Provinzhauptstadt Burgos befindet sich ca. 40 km (Fahrtstrecke) südlich; die nächstgrößere Stadt, Briviesca, ist ca. 35 km in südöstlicher Richtung entfernt. Das Klima im Winter ist rau, im Sommer dagegen gemäßigt und warm; Regen (ca. 700 mm/Jahr) fällt überwiegend im Winterhalbjahr.

## Bevölkerungsentwicklung
| Jahr      | 1857 | 1900 | 1950 | 2000 | 2021 |
| Einwohner | 319  | 263  | 305  | 48   | 31   |

Die Mechanisierung der Landwirtschaft und die Stilllegung kleinerer Bauernhöfe („Höfesterben“) haben seit den 1950er Jahren zu einem Verlust von Arbeitsplätzen und somit zu einer Abwanderung von Menschen in die größeren Städte geführt („Landflucht“).

## Wirtschaft
Die Einwohner der Gemeinde lebten jahrhundertelang im Wesentlichen als Selbstversorger von der Landwirtschaft (Ackerbau, Weinbau und Kleinviehhaltung); erst seit der Mitte des 20. Jahrhunderts wird auch für den überregionalen Markt produziert. Der Tourismus in Form der Vermietung von Ferienwohnungen (casas rurales) spielt seit den 1960er Jahren ebenfalls eine gewisse Rolle für die Einnahmen der Gemeinde. 

## Geschichte
Die Umgebung des Ortes war schon den Menschen der Steinzeit und der Antike als viel genutzter Verbindungsweg bekannt; Kelten vom Stamm der Autrigonen siedelten hier, doch hinterließen weder sie noch die Römer oder die Westgoten irgendwelche Spuren. Im 8. und frühen 9. Jahrhundert befand sich die Gegend unter islamischem Einfluss, doch wurde das Gebiet wegen des ungewohnt rauen Klimas weder dauerhaft besiedelt noch verteidigt. Ende des 9. Jahrhunderts erhielt der kastilische Graf Diego Rodríguez Porcelos von König Alfons III. von Asturien den Auftrag zur Wiederbesiedlung (repoblación) des entvölkerten Gebietes. Die erstmalige Erwähnung des Ortsnamens findet sich in einer Urkunde des Klosters San Millán de la Cogolla.

## Sehenswürdigkeiten

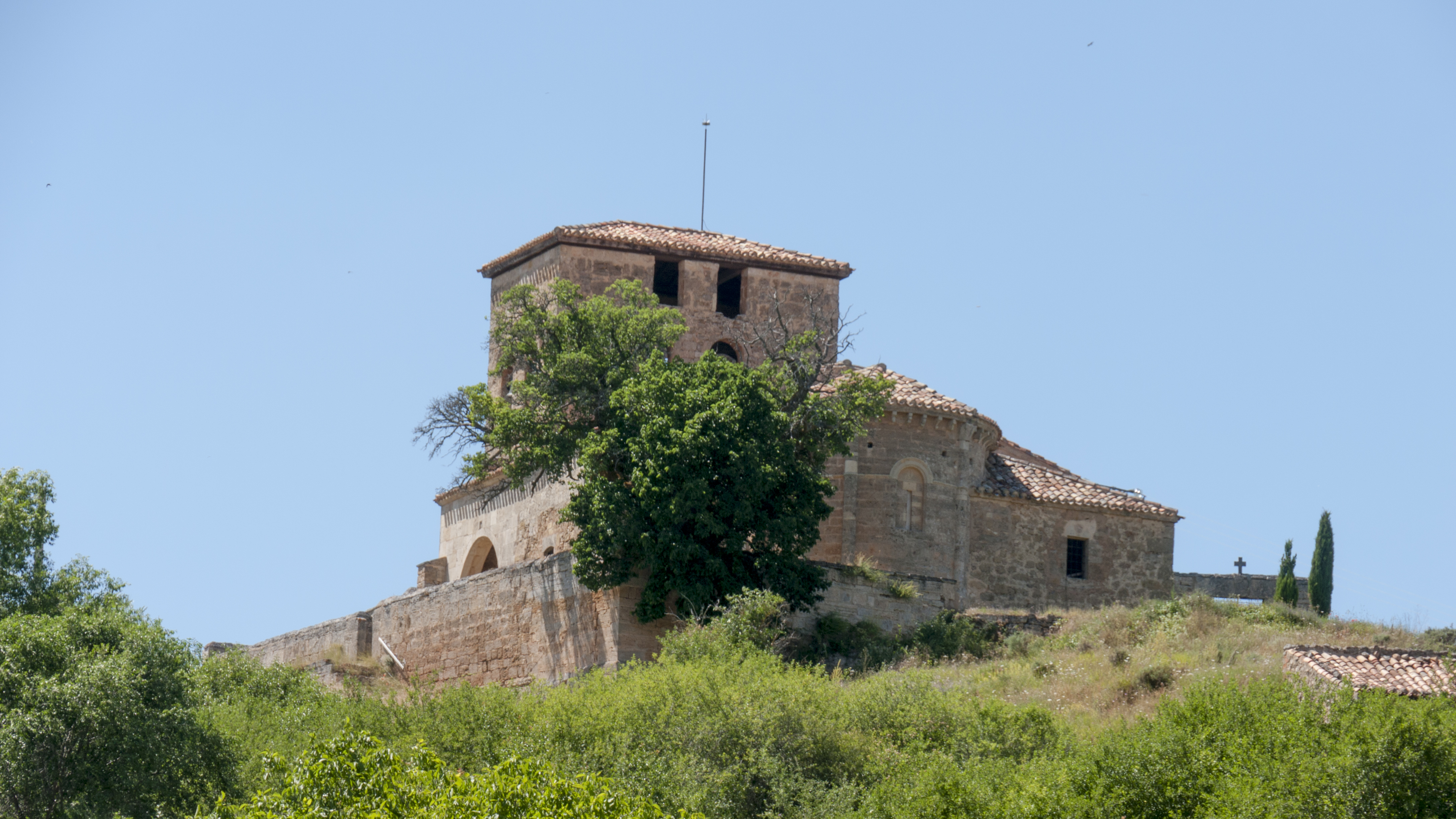
Iglesia Santa María la Mayor

- Die Iglesia Santa María la Mayor steht an der höchsten Stelle des Ortes. Sie ist im Kern romanisch, doch wurde im 16. Jahrhundert auf der Nordseite ein Seitenschiff angebaut. Die durch Säulenvorlagen gegliederte Apsis zeigt einige wenige alte sowie mehrere erneuerte Konsolen unterhalb der Dachtraufe sowie einen auf halber Höhe umlaufenden Klötzchenfries, der drei Fenstertympana überfängt. Das von einer tiefgründig reliefierten figurengeschmückten Archivolte überfangene romanische Portal verfügt zusätzlich über ein von einem Vielpassbogen überfangenenes Tympanon; es befindet sich auf der Südseite und ist von einer kleinen Vorhalle (portico) geschützt. Das Kirchenschiff (nave) ist tonnengewölbt; die Apsis zeigt die übliche Kalottenwölbung. Der Glockenturm (campanario) ist über eine Außentreppe erreichbar; die Glocken hängen in den Bogenöffnungen.[6]
- Etwa 500 m vom Ort entfernt befindet sich die intermittierende Quelle eines zu Beginn kanalisierten kleinen Baches.